# Grünboden-Express
Der Grünboden-Express ist eine Luftseilbahn in Pfelders in Passeier. Er wird von der Skilift Pfelders GmbH betrieben und führt von der Talstation Pfelders (1.601 m) zur Bergstation Grünboden (2.001 m). Die 2007 von der Firma Leitner neu errichtete Anlage ist die erste Bahn Italiens, die Gondeln mit jeweils acht Sitzplätzen mit Sitzen mit jeweils sechs beheizten Plätzen und Verdeck kombiniert. Die Fahrzeit des neu errichteten Liftes beträgt 3,18 Minuten, in denen eine Strecke von 990 m und 400 Höhenmeter zurückgelegt werden. Der nahegelegene Gampenlift wurde über einen Skiweg mit der Talstation des Grünboden-Express verbunden, um Autofahrten zu vermeiden.

## Tourismus

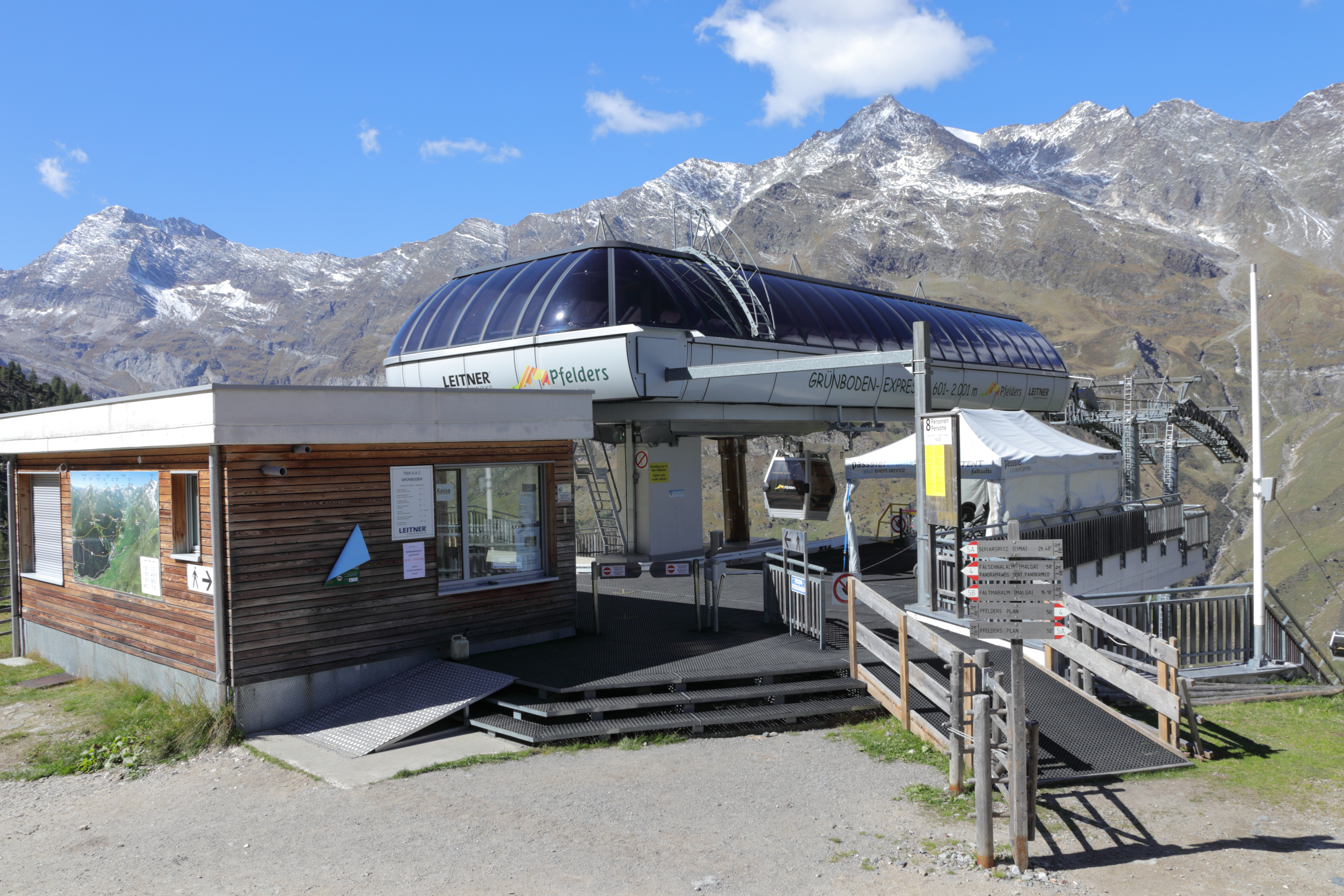
Bergstation des Grünboden-Express (September 2022)

Die Bergstation Grünboden liegt direkt unterhalb der bewirtschafteten Grünbodenhütte. Von der Bergstation aus führen Wanderwege nach Pfelders, über den Panoramaweg zur Faltschnalalm sowie zur Faltmaralm und zur Sefiarspitze. Im Winter ist mit der Karjochbahn das gleichnamige Skigebiet zu erreichen.